# Авангард (кинематограф)
Аванга́рд (фр. avant-garde ← avant «перед» + garde «охрана, гвардия») — направление в развитии кинематографа, возникшее в 1920-х годах во Франции в противовес коммерческому кинематографу.
Термин авангард иногда используется как синоним понятия «экспериментальный кинематограф», однако имеет и более узкое, исторически сложившееся, значение, являющееся предметом данной статьи.
Киноавангард характеризуется использованием новаторских средств выражения, экспериментальным подходом к художественному творчеству, часто выходящим за рамки классической киноэстетики, и тесным образом связан с общеноваторскими тенденциями в театре, живописи и литературе Франции, Германии, России.
Деятельность киноавангардистов сопряжена с разработкой теории кинематографа (киноязыка), основанной на теории других искусств. Киноавангард с точки зрения проката часто относят к артхаусу.

## Французский авангард

### Авангард в энциклопедиях
Стоит отметить, что многие энциклопедии определяют термин «авангард» не как «обобщающее название течений в европейском искусстве» (см. авангард (искусство)), а как направление во французском кинематографе.
Современная энциклопедия:

 «Авангард» — направление во французском кино 1920-х годов, связанное с экспериментами в области киноязыка.

Большой Энциклопедический словарь:

 «Авангард» — направление во французском кино (с 1918 года). Деятели «Авангарда» вели поиски оригинальных выразительных средств.

Большая Советская энциклопедия:

«Авангард» — направление во французском кино, возникшее в 1918 году.

### Киноимпрессионизм («первый авангард»)
Французский авангард 1920‑1930-х годов во многих отношениях явился продолжателем традиций французских киноимпрессионистов. Именно киноимпрессионисты, под руководством Луи Деллюка, первыми подняли бунт против коммерческого кинематографа, бездумно копирующего произведения театра и литературы.
Термин «киноимпрессионизм», (по аналогии с импрессионизмом, перевернувшим представление о живописи) введённый Анри Ланглуа, был принят и использовался Жоржем Садулем. Другие историки кино, Рене Жанн и Шарль Форд, употребляли термин «первый авангард» в отличие от «второго авангарда», возникшего после 1924 года.

Первый французский авангард — это та часть истории киноавангарда, которая давно уже считается классикой. Кинематограф стал авангардистским в тот момент, когда достиг своей творческой зрелости, когда научился, работая с монтажом, кадром, изображением, рассказывать истории.
— Кирилл Разлогов
Термин «первый авангард» ныне употребляется редко, и включает, кроме деятельности Луи Деллюка, деятельность группы его соратников — Жермена Дюлака, Абеля Ганса, Марселя Л’Эрбье и Жана Эпштейна. Промежуточное положение между «киноимпрессионистами» (представителями «первого авангарда») и режиссёрами «коммерческой кинематографии» занимали Жак де Баронселли и Леон Пуарье.
Импрессионисты считали, что кинематограф должен разговаривать со зрителем на собственном языке, используя при этом только ему присущий набор выразительных средств.
Это искусство должно противостоять театральному искусству и литературе, которые зависят от слова.
Киноимпрессионисты внесли очень весомый вклад в теорию и эстетику кинематографа. В начале 1920-х годов появились статьи в периодических изданиях, книги о специфике киноискусства, о композиции кинообраза, о ритме в кино.

### Авангард («второй авангард»)
Представители авангарда («второго авангарда») пошли в своих художественных постулатах гораздо дальше киноимпрессионистов. В своём требовании обязательности своеобразия выразительных средств они дошли до крайностей, порой подменяя выражаемое с их помощью содержание.
В отличие от представителей авангарда в других областях искусства, киноавангардисты никогда не составляли цельной группы (школы). Одни режиссёры сближались с авангардом, другие же отходили от него. Порой режиссёр коммерческого типа неожиданно создавал авангардистское произведение.
Киноавангард в отличие от авангардов в других областях искусств не создал школы с определённой программой.
В связи с тем, что режиссёры не декларировали своей принадлежности к определённой группе, очень трудно формировать чёткую систематику деятельности киноавангардистов. Можно говорить лишь о некоторых тенденциях или основных принципах, характеризующих деятельность тех или иных режиссёров в определённый период.
Сергей Комаров в творчестве представителей французского авангарда выделяет следующие тенденции и течения:
- Дадаисты — Франсис Пикабиа, Тристан Тцара, Поль Элюар. Призывали к созданию алогичного искусства, бессвязного и наивного, как творчество детей.

Ошибкой в живописи является сюжет. Ошибка кино — сценарий. Освобожденное от этого груза, кино может стать гигантским микроскопом вещей, никогда не виданных, никогда не ощущаемых.
- Последователи дадаистов и конструктивистов — Анри Шометт, Эжен Деслав, Ман Рей. В их произведениях отсутствовали сюжет и актеры.
- Сюрреалисты, продолжатели идей дадаистов, идут дальше своих предшественников в требовании отказа от изображения реального мира. Источник духовной активности — подсознание, задача искусства — преобразовать реальное в «надреальное».
- Представители реалистических тенденций — Жан Ренуар, Альберто Кавальканти, Дмитрий Кирсанов, поздние работы Жана Виго, Жана Гремийона.

Альберто Кавальканти выделяет следующие тенденции в развитии французского киноавангарда:
- Импрессионистическое направление — Жермен Дюлак, Альберто Кавальканти, Жан Ренуар, Дмитрий Кирсанов. Продолжатели идей «первого авангарда», не возражали против сюжета, утверждая однако, что каждый фильм должен иметь четко выраженную тему. Фильм должен воздействовать на зрителя как зрительная симфония.

Пока фильм будет пользоваться литературными и театральными источниками, из него ничего не выйдет.
- Экстремистское направление — сторонники «чистого кино» Анри Шометт (старший брат Рене Клера), Фернан Леже, Франсис Пикабиа, Рене Клер (последний — только в одной киноленте). Анри Шометт следующим образом формулировал теоретические принципы «чистого кино»: старое кино ограничивалось простой репродукцией явлений (документальный фильм), или косвенной репродукцией, используя уже существующие зрелищные модели. Но кино, может не только воспроизводить, но и творить. Если оставить в стороне реальность предметов, то на экране появится «чистый фильм».
- Сюрреализм — Луис Бюнюель, Ман Рей. Сюрреализм во французском кино проявлялся в двух формах — спокойной и резкой. Представитель первой — Ман Рей, создатель красивых фотографических видений, второй — испанский режиссёр Луис Бунюэль, работавший вместе с испанским художником Сальвадором Дали.

...кино уже пошло по ошибочному пути. Стали фотографировать театр... «Калигари» — первый шаг к ещё более серьёзной ошибке.
По мнению Зигфрида Кракауэра главным штабом этого весьма сложного движения был Париж. В связи с развитием в это время там сюрреализма киноавангард находился под сильным влиянием сюрреалистической литературы и живописи. Кроме того в авангарде «нашли своё отражение и различные новые идеи национальных кинематографий — например, немецкий экспрессионистский фильм, американская кинокомедия, шведские картины со сценами сновидений и двойными экспозициями, а также искусный короткий монтаж русских режиссёров».
Первым фильмом нового направления принято считать «Механический балет», поставленный известным французским художником Фернаном Леже в 1924 году.
Самыми активными среди авангардистов — в первый период их деятельности — были дадаисты. Программным фильмом этой группы явился «Антракт», поставленный на авангардную музыку Эрика Сати молодым режиссёром Рене Клером в тесном содружестве с Франсисом Пикабиа, Марселем Дюшаном, рядом других дадаистов и главным балетмейстером «Шведского балета» в Париже, Жаном Бьорленом.
Отдельного упоминания заслуживает авангардный вклад французского композитора Эрика Сати в музыкальное сопровождение немых фильмов. Речь идёт о его последнем произведении, музыкальном антракте «Cinema» из балета «Relâche» (или «Представление отменяется»). Под эту оркестровую музыку (в живом исполнении), что само по себе уже было дерзким экспериментом, проецировался уже упомянутый фильм «Антракт» Рене Клера. Написанная в ноябре 1924 года, музыкальная партитура «Cinema» представляет собой остроумное применение принципа произвольного числа повторов короткой музыкальной фразы. Этот приём, опробованный пятью годами ранее в так называемой «меблировочной музыке», позволил (в исполнении большого оркестра) длить каждую музыкальную тему ровно столько времени, чтобы этого оказалось достаточным для сопровождения соответствующей сцены на экране. Кроме того, своей музыкой к фильму «Антракт» Эрик Сати почти на полвека предвосхитил такое остро-авангардное направление в музыке, литературе, живописи и кинематографе, как минимализм.

### Влияние на культуру
Придя к закату в начале 1930-х годов, французский авангард оказал огромное влияние на дальнейшую деятельность таких мастеров мирового кинематографа, как Луис Бунюэль и Жан Кокто, Жан Виго, Рене Клер.
В конце двадцатых годов под влиянием французского и отчасти немецкого авангарда в Бельгии, и Голландии появились короткометражки, отличающиеся высокими художественными достоинствами.
Французский режиссёр Ф. Ж. Оссанг использовал в своих киноработах аллюзии к австрийскому поэту-экспрессионисту Георгу Траклю, а также символичные надписи на стенах, отсылающие к работам Мурнау, плакаты популярных панк-рок-групп.

## Немецкий авангард
Киноавангард появился в Германии раньше, чем в других странах — сразу же после войны.
Первооткрыватели немецкого авангарда (Викинг Эггелинг, Ханс Рихтер, Оскар Фишингер, Вальтер Руттман) были художниками-абстракционистами, поэтому не удивительно, что начинался он с «оживления» абстрактных изображений.
Особенно выделился на этом поприще Оскар Фишингер — со своими абстрактными, тонко и остроумно смонтированными «мультфильмами» на классическую музыку (самый известный из которых «Ученик чародея» на симфоническую поэму французского композитора Поля Дюка). Почти буквальное следование музыкальному ритму и движению в этих мультфильмах таково, что временами вызывает непроизвольный смех, не имеющий разумного объяснения. В строгом смысле слова абстрактные геометрические мультфильмы Оскар Фишингера 1920-х годов можно назвать рисованными кино-балетами на музыкальную классику.
Ещё Герман Варм, один из основоположников киноэкспрессионизма, утверждал, что «кино — это ожившие рисунки».
В 1919 году Викинг Эггелинг создал свои первые экспериментальные фильмы. Используя опыт графики, и применяя ритмическое чередование то усиливающихся, то ослабевающих тонов чёрного и белого цвета, Викинг пытался найти принципы изобразительного ритма. Независимо от него сходные опыты проделывал Ханс Рихтер. Результатом творческих экспериментов Эггелинга являются «Диагональная», «Вертикальная» и «Параллельная» симфонии.
Авангардисты пришли в кинолаборатории и начали снимать на плёнку абстрактные рисованные фильмы.
В 1921 — 1925 годах Ханс Рихтер создаёт серии увеличивающихся и уменьшающихся квадратов, меняя одновременно их цвет. Эти короткие ленты он назвал «Ритм 1921», «Ритм 1923» и «Ритм 1925». Опыт Рихтера использовали для рекламных фильмов Гвидо Зебер и Пауль Лени.
В том же направлении шли поиски и Вальтера Руттмана. Особенностью творчества Руттмана, являются мистико-символические тенденции его произведений. Примером тому служит символический киноэтюд «Сон Кримгильды».
После 1925 года абстракционизм в немецком кино перестал существовать. Умер Эггелинг, а Ханс Рихтер начал снимать фильмы обычным методом и всерьёз занялся вопросами теории искусства кино. В дальнейшем Рихтер перешёл к репортажам. Руттман стал создавать документальные фильмы «Белый стадион» (1926 год), «Симфония большого города». Фильм «Симфония большого города» отмечен влиянием школы советского документального кино (Вертова и Кауфмана).
После 1928 года в Германии возникают киноклубы, устраивавшие просмотры, доклады, дискуссии.
В работе Народного объединения в поддержку киноискусства принимали участие Генрих Манн, Карл Фрейнд, Эрвин Пискатор. Немецкой лигой независимого кино руководит Ханс Рихтер.

С момента своего лжерождения кино задыхается под бременем рассказа… Итак, в будущем — забудем сюжет. Нет сюжета… Всякое обращение к литературе будет признанием бессилия, потому что кино не должно быть подчинено никакому искусству. — де Жарвиль

## Советский авангард
Советский киноавангард отличался разноплановостью своих художественных поисков. Основные тенденции в развитии советского киноавангарда:
- Документальное кино — Дзига Вертов.
- Игровое кино — ФЭКС, фильмы Григория Козинцева и Леонида Трауберга. Характерной особенностью является значительное влияние театра.
- Психологический кинематограф — Сергей Эйзенштейн, Александр Довженко, Всеволод Пудовкин, Лев Кулешов.
- Научное кино — Владимир Кобрин

Дух кинематографа всегда будет опережать его технику. Некоторые, отметив это явление, вывели заключение о существовании некоего авангарда в кино и свели проблему к мелкой дискуссии о школах и о борьбе самолюбий. Они не видят, эти недалекие люди, что всё кино, вернее, всё то, что может в кино идти в счёт, является авангардом, ибо все мы, «люди кино», стремимся к его прогрессу.— Рене Клер
«Авангард» искал эмоции, пафос, ритм в способах чисто кинематографических независимо от литературы и театра.

## Бельгийский авангард
Представителем авангарда в Бельгии был журналист Шарль Декейкелер, кинокритик брюссельской газеты «Дернье нувель». В 1927 году он снял фильм «Бокс», кинематографический эквивалент стихотворения Поля Бери, описавшего напряженную атмосферу схватки на ринге. Особенностью фильма было контрастное использование позитивных и негативных кадров для достижения драматического эффекта.
Некоторые усматривали в «Боксе» влияние репортажного стиля Вальтера Руттмана из «Симфонии большого города».

## Голландский авангард
В Голландии в 1928 году фильмом о стальном мосте, соединяющем берега Мёзы, дебютировал Йорис Ивенс. Йорис Ивенс начинал с позиций, близких формалистическому авангарду («Мост»). Но в дальнейшем он снимал фильмы на социальную тематику. Ивенс был основателем «Фильм-лиги», которая приглашала на доклады в Амстердам Эйзенштейна и Пудовкина.

## Американский авангард
Как сложившееся течение, «Авангард» (или нечто подобное) в Голливуде отсутствовал, но отдельные работы, созданные в этом плане, были.
До Второй мировой войны в США было несколько режиссёров снимавших авангардные фильмы и работавших, в основном, в одиночку. В качестве примера американского авангарда, Сергей Комаров приводит два фильма Джеймса Круза («Нищий в седле фортуны» и «Голливуд»), вышедших на экраны в 1923—1925 годах. В этот период Джеймс Уотсон Сибли и Мелвилл Уэббер сняли фильмы «Падение Дома Эшеров» (1928 год), и Лот в Содоме (1933 год). Влиянием европейского авангарда отмечено также творчество Гарри Смита, Мэри Эллен Бут, и Кристофера Янга.
В 1925 году, когда в Америку переселились многие режиссёры и операторы из Германии и Швеции, европейские влияния в области новых выразительных средств заметно усиливаются. Появляются интересные произведения, (…) но считать их новаторскими работами чисто американского происхождения весьма затруднительно. 
В 1943 году Майя Дерен снимает фильм «Полуденные сети», фильм оказавший влияние на дальнейшее развитие американского авангарда. Творческий почерк Майи Дерен был связан с изобразительными и кинематографическими экспериментами сюрреалистов, Жана Кокто, и предвосхитил появление американского андерграунда. В 1986 году Американский киноинститут учредил премию имени Майи Дерен.
Далее последовали фильмы Кеннета Энгера, Ширли Кларк, Уилларда Мааса, Мари Менкен, Кертиса Харрингтона и Сидни Петерсона. Многие из этих режиссёров были первыми студентами, осваивающими посвященные кинематографу университетские программы учебных заведений Лос-Анджелеса и Нью-Йорка. В 1946 году Фрэнк Стауффахер запускает «Искусство в кино», серию экспериментальных фильмов в Сан-Франциском Музее современного искусства (англ. San Francisco Museum of Modern Art).

## Влияние на культуру
Киноавангардисты внесли очень весомый вклад в развитие теории и эстетики кинематографа. Так, уже в начале 1920-х годов появились статьи в периодических изданиях, книги о специфике киноискусства, о композиции кинообраза, о ритме в кино.
Киноавангард заложил теоретическую и практическую основу для дальнейших творческих поисков в области экспериментального кинематографа.
Своеобразными продолжателями традиций киноавангарда являются такие направления современного искусства как видеоарт, артхаус.